# Selb
Selb (zastarale česky Žleby) je německé velké okresní město ve spolkové zemi Bavorsko, v okrese Wunsiedel im Fichtelgebirge, které leží na německo-českých hranicích, v blízkosti města Aš. Ve světě je známé svou výrobou porcelánu. V minulém století pocházela polovina produkce německého porcelánu právě ze Selbu, kde sídlily podniky Hutschenreuther, Rosenthal nebo Heinrich.
Slogan města zní: Selb není světové velkoměsto, je ale světově proslulé.

## Historie
Selb byl kolonizován již ve 12. století osadníky, kteří přišli z bavorského prostoru. Jednalo se o šlechtický rod, který se nazýval „de Selewenové". Jejich existence je dokazatelná od roku 1135. V roce 1281 byly obce Selb a dnešní česká Aš zastaveny císařem Rudolfem Habsburským fojtu Jindřichovi z Plavna. Roku 1357 byl Selb přepsán jako říšské léno na rod Forsterů. Ti v roce 1412 obec prodali purkrabímu z Norimberka. Roku 1426 propůjčil markrabě Fridrich I. Braniborsko-Bayreuthský Selbu městská práva. Selb byl vyhledávaným lovištěm bayreuthských knížat. To dosud připomíná paroží ve znaku města.

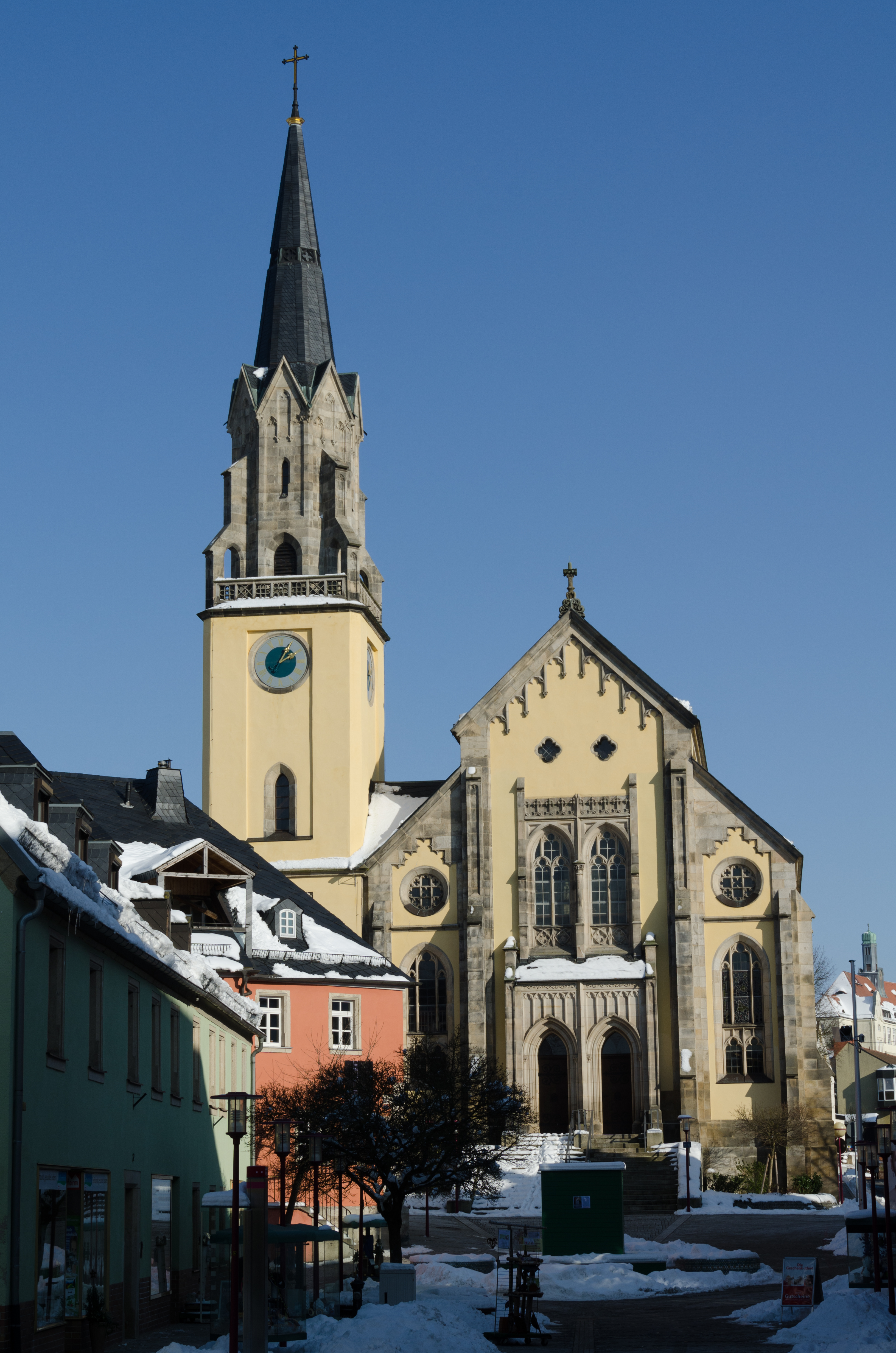
Evangelický kostel sv. Ondřeje v Selbu

Do 18. století bylo město spojováno především s hornictvím, které bylo z velké míry provozováno v kamenolomu na Hausellohe. Vyskytovala se zde velmi jemná žula, neobsahující žádné železné příměsi, čehož bylo využito v druhé polovině 19. století, kdy se zde začal vyrábět porcelán.
V 18. století se Selb stal řemeslnickým městem s asi 1 500 obyvateli. Existovaly zde cechy truhlářské, tesařské, koželužské, mlynářské, obuvnické a tkadlecké. V roce 1709 zde Johann Georg Jäger otevřel také papírnu, která měla velký význam pro ekonomiku města až do 70. let 20. století.
18. března 1856 postihl město velký požár, známý jako „Selbský požár“, a zničil cenné historické jádro. Jen málo budov tento požár přestálo. Jedna ze staveb, která byla zachráněna, byl kostel svaté Trojice z roku 1612. Požár spálil celkem 221 obytných domů a 408 pomocných budov a připravil o domov 624 rodin (přes 3 500 lidí).
V roce 1857 se požárem zničené město muselo přeorientovalo na výrobu porcelánu. Oheň zničil spoustu budov, ve kterých měli obyvatelé své vlastní živnosti. Postupně mohli získat práci v nově otevřené porcelánce továrníka Lorenze Hutschenreuthera (1817-1886), který roku 1857 získal koncesi, zakoupil první modely nádobí od Carla Knolla v Karlových Varech, začal dovážet karlovarský kaolin a v roce 1859 otevřel provoz se svou první pecí. „Bílé zlato", jak bylo porcelánu přezdíváno, bylo také lehce dostupné pro chudší občany. V továrně našlo mnoho nezaměstnaných tkalců novou budoucnost. Otevření železniční trati Hof – Cheb v roce 1864 podpořilo vzrůstající průmyslový vývoj v Selbu. Byly založeny porcelánky Jakob Zeidler & Co. (v Plössbergu), J. Rieber, Rosenthal, Krautheim, Müller, Heinrich & Co., Jäger & Werner, Gräf & Krippner, Krautheim & Adelberg, Zeidler & Purucker, Gebr. Hofmann a Oberfränkische Porzellanfabrik (Hornofrankská porcelánka). V roce 1902 se porcelánky spojily do jedné akciové společnosti. V roce 1900 měl Selb již 7 200 obyvatel.
1. července 1919 byl Selb vyjmut ze správy zemského okresu Rehau, a byl mu přidělen statut Kreisfreie Stadt (Velké okresní město). V roce 1930 mělo 14 200 obyvatel. Počet porcelánek však klesl během Světové hospodářské krize. Většina továren byla prodána novým majitelům. Stále se zde však vyrábí porcelán světoznámých značek Rosenthal, Hutschenreuther a Villeroy & Boch.
Na konci druhé světové války byl Selb obsazen americkými vojsky. Do Selbu také přišlo 3 500 uprchlíků z německého východu. Poté, co hranice uzavřelo Československo a Sasko, přišel Selb o velké množství zdrojů surovin a také o poměrně velký obchodní trh.
Během územní reformy v roce 1972 byl Selb začleněn do zemského okresu Wunsiedel. Jako jakési odškodnění za ztrátu samosprávy získal Selb titul velké okresní město. V roce 1978 byly k městu přidruženy obce Erkersreuth, Heidelheim-Steinselb, Längenau, Lauterbach-Wildenau, Mühlbach, Oberweißenbach, Selb-Plößberg, Silberbach, Spielberg, Unterweißenbach a Vielitz.

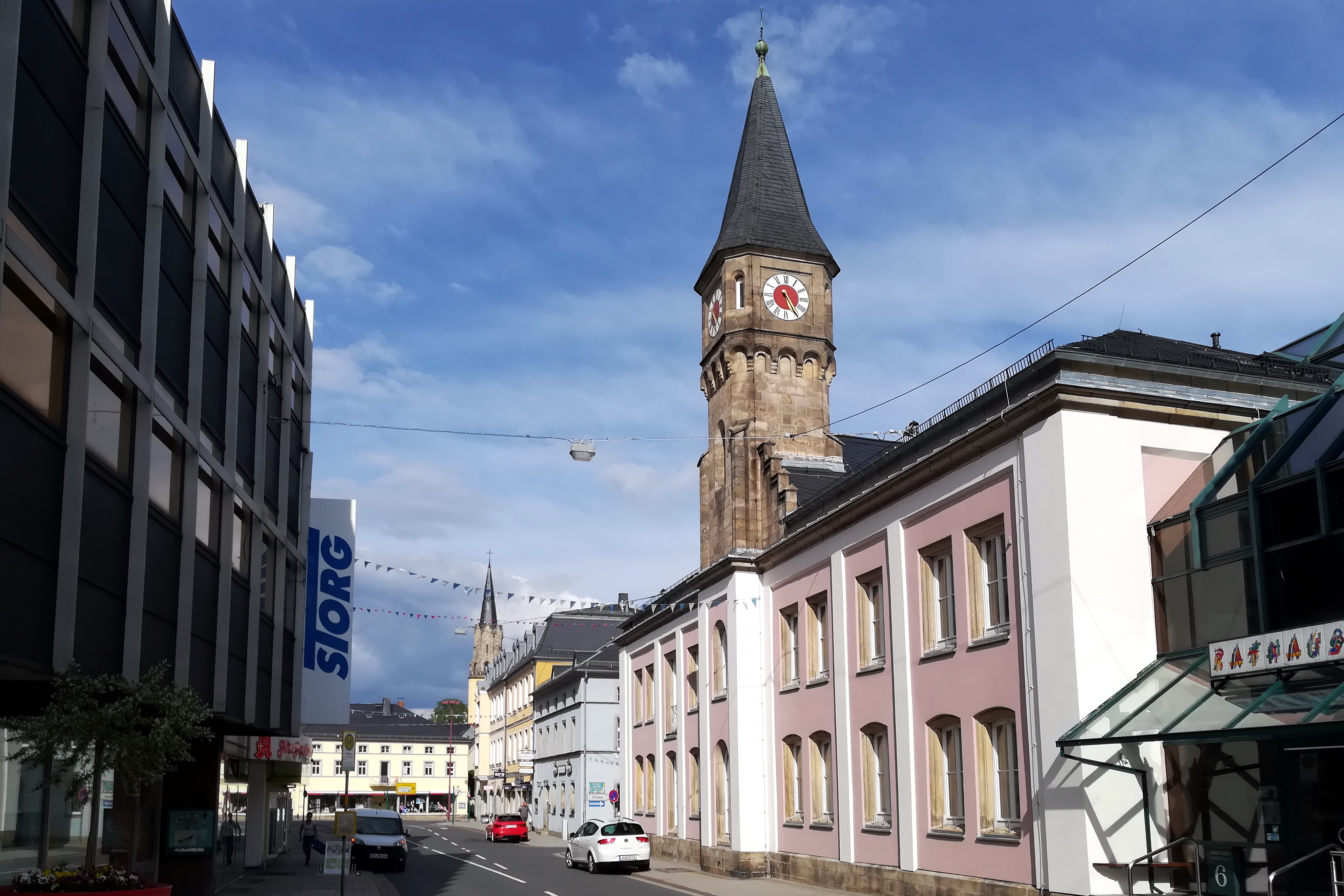
Radnice

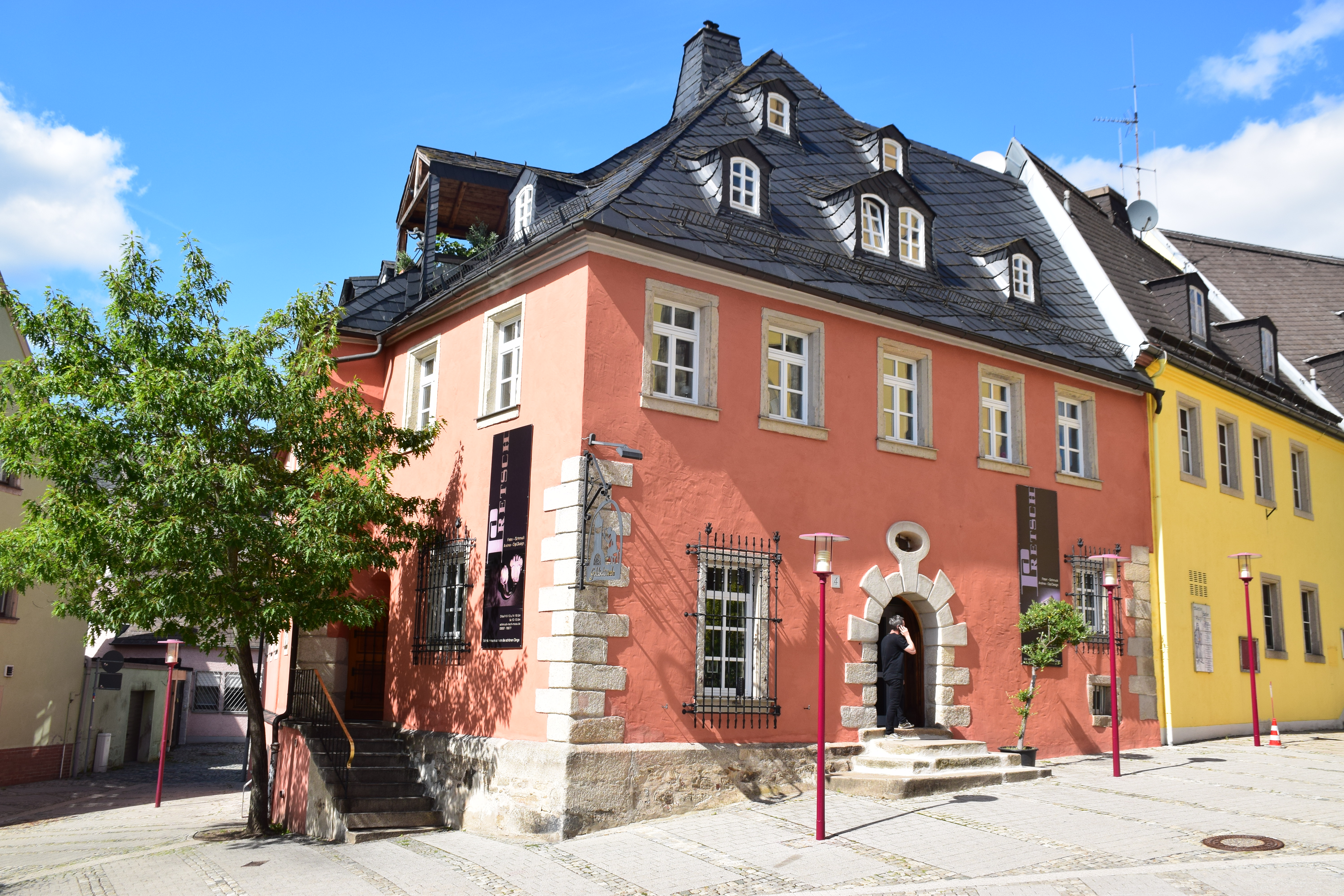
Renesanční obytný dům

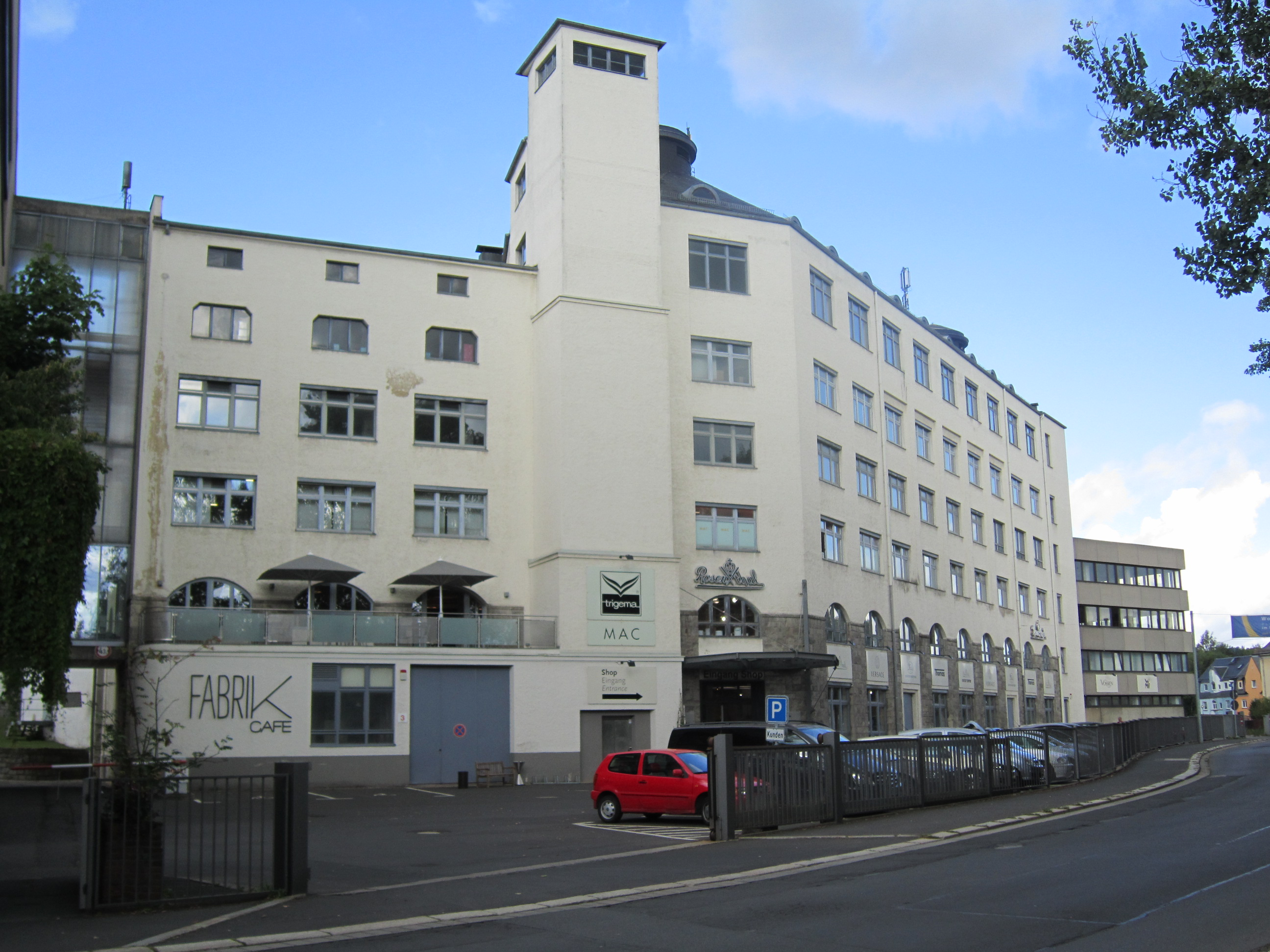
Budova bývalé porcelánky Rosenthal, nyní obchodní a nákupní centrum

## Administrativní členění
Město sestává kromě historického centra z 18 připojených obcí či dvorů:
| - Buchwald - Erkersreuth - Heidelheim - Längenau - Lauterbach - Mittelweißenbach | - Mühlbach - Oberweißenbach - Plößberg in Oberfranken - Schatzbach - Selb-Plößberg - Silberbach | - Spielberg - Steinselb - Unterweißenbach - Vielitz - Vielitz-Siedlung - Wildenau |

## Památky
- Městský evangelický kostel sv. Ondřeje, novogotická stavba z let 1859-1863, do níž byly přeneseny některé památky z předchozího kostela (krucifix, náhrobní desky), vnitřní zařízení a okenní vitraje soudobé se stavbou
- Kirchhof - bývalý farní dvůr s válečným pomníkem - žulovým obeliskem na památku vojáků padlých v prusko-francouzské válce v letech 1870-1871
- Hřbitovní kostel Nejsvětější Trojice z počátku 17. století, s náhrobky z 18. století
- Radnice z let 1861-1863 (novogotická věž), budova později rozšířena a přestavěna
- Rohový obytný dům na náměstí Martina Luthera 3, renesanční stavba z roku 1607
- vila továrníka Franze Heinricha (1876–1928), zakladatele porcelánky Heinrich & Co., z roku 1896, se zahradním domkem, vrátnicí a parkem.
- blok obytných domů úředníků porcelánky Heinrich & Co.
- vila továrníka Lorenze Hutschenreuthera a jeho potomků, majitelů stejnojmenné porcelánky; v místní části Blumenthal 2
- Budova bývalé porcelánky Rosenthal AG, přestavěná na nákupní centrum

## Politika

### Starostové
- 1945–1948: Hans Feßl
- 1948–1956: Dr. Franz Bogner
- 1956–1988: Christian Höfer
- 1988–2002: Werner Schürer
- 2002-2013: Wolfgang Kreil
- od roku 2013: Ulrich Pötzsch

## Osobnosti
- Philipp Rosenthal (1855–1937), průmyslník, zakladatel zdejší porcelánky

### Partnerská města Selbu
- Pardubice, Česko
- Beaucouzé, Francie